# A Remarkable Life
Pour plus de détails, voir Fiche technique et Distribution.
A Remarkable Life (littéralement : Une vie remarquable) est un film américain de 2015 réalisé par Vohn Regensburger.

## Synopsis
La virilité de Lenny est remise en question, lorsque sa femme Tracy le quitte pour une femme médecin nommée Iris.

## Fiche technique
- Titre original : A Remarkable Life
- Réalisation : Vohn Regensburger
- Scénario : Vohn Regensburger, Chris Bruno
- Producteur : Chris Bruno, Tad Wheeler, Jeff Hardwick, Philip Malamuth
- Production : Gymnopedie Films
- Musique : Vohn Regensburger
- Pays d'origine :  États-Unis
- Langue de production : anglais américain
- Lieux de tournage : Denver, Colorado, États-Unis
- Genre : Comédie romantique saphique, comédie dramatique
- Durée : 97 minutes
- Dates de sortie : 
  - États-Unis
    - 19 septembre 2015 (Breckenridge Film Festival)
    - 9 octobre 2015 (Long Beach Indie Film Festival)
    - 2016 en salle

## Distribution
- Chris Bruno : Lenny Babbitt
- Daphne Zuniga : Tracy
- Helen Slater : Iris
- Marie Avgeropoulos : Chelsea
- Mark Margolis : Landon
- Dylan Bruno : Max
- John O'Hurley : père David
- Jack Horan : Isaac
- Eric Roberts : Jack
- Sean McNabb (en) : Fang
- Marina Voruz : la fille avec les montres
- Jonah Isaac Abrams : Chad (crédité comme Jonah Isaac Lujan)
- Steve Clark : le guitariste
- Ginny Cone : la femme au chien
- Lance Coughlin : officier Harris